# Paratimea arbuscula
Paratimea arbuscula är en svampdjursart som först beskrevs av Topsent 1928.  Paratimea arbuscula ingår i släktet Paratimea och familjen Hemiasterellidae.
Artens utbredningsområde är havet kring Azorerna. Inga underarter finns listade i Catalogue of Life.